# آنامایا (فیلم)
آنامایا (به انگلیسی: Annamayya) فیلمی هندی محصول سال ۱۹۹۷ و به کارگردانی کی. راگاوندرا رائو است. در این فیلم بازیگرانی همچون آکینی ناگرجونا، موهان بابو، سومان، رامیا کریشنان، روجا سلوامانی، بهانوپریا، کاشطوری و کوتا سرینیواسا راو ایفای نقش کرده‌اند.